# Simon Strübin
Simon Strübin (* 21. März 1979 in Zürich) ist ein Schweizer Curler. 

## Karriere
2003 gewann Strüblin in Winnipeg die Silbermedaille bei der Curling-Weltmeisterschaft. Bei der Curling-Europameisterschaft 2009 im schottischen Aberdeen gewann er mit dem Team von Ralph Stöckli die Silbermedaille. Im Final unterlag er dem schwedischen Team um Skip Niklas Edin. Im darauf folgenden Jahr gelang ihm bei den Olympischen Winterspielen 2010 in Vancouver die Revanche, als die Schweizer die Schweden um Edin im Spiel um die Bronzemedaille bezwangen.